# Drušići
Drušići (cyr. Друшићи) – wieś w Czarnogórze, w gminie Cetynia. W 2011 roku liczyła 71 mieszkańców.